# Hertha Berliner Sport-Club 2018-2019
Questa voce raccoglie le informazioni riguardanti il Hertha Berliner Sport-Club  nelle competizioni ufficiali della stagione calcistica 2018-2019.

## Stagione
Nella stagione 2018-2019 l'Hertha Berlino, allenato da Pál Dárdai, concluse il campionato di Bundesliga al 11º posto. In coppa di Germania l'Hertha Berlino fu eliminato agli ottavi di finale dal Bayern Monaco.

## Rosa
| N. |                        | Ruolo | Calciatore             |
| -- | ---------------------- | ----- | ---------------------- |
| 35 | Germania (bandiera)    | P     | Marius Gersbeck        |
| 22 | Norvegia (bandiera)    | P     | Rune Jarstein          |
| 33 | Stati Uniti (bandiera) | P     | Jonathan Klinsmann     |
| 1  | Germania (bandiera)    | P     | Thomas Kraft           |
| 12 | Germania (bandiera)    | P     | Dennis Smarsch         |
| 29 | Germania (bandiera)    | D     | Florian Baak           |
| 37 | Germania (bandiera)    | D     | Panzu Ernesto          |
| 13 | Germania (bandiera)    | D     | Lukas Klünter          |
| 31 | Paesi Bassi (bandiera) | D     | Derrick Luckassen      |
| 17 | Germania (bandiera)    | D     | Maximilian Mittelstädt |
| 2  | Slovacchia (bandiera)  | D     | Peter Pekarík          |
| 21 | Germania (bandiera)    | D     | Marvin Plattenhardt    |
| 4  | Paesi Bassi (bandiera) | D     | Karim Rekik            |
| 5  | Germania (bandiera)    | D     | Niklas Stark           |
| 25 | Germania (bandiera)    | D     | Jordan Torunarigha     |
| 34 | Germania (bandiera)    | C     | Maurice Čović          |

| N. |                                 | Ruolo | Calciatore           |
| -- | ------------------------------- | ----- | -------------------- |
| 6  | Rep. Ceca (bandiera)            | C     | Vladimír Darida      |
| 10 | Slovacchia (bandiera)           | C     | Ondrej Duda          |
| 15 | Serbia (bandiera)               | C     | Marko Grujić         |
| 30 | Germania (bandiera)             | C     | Julius Kade          |
| 20 | Austria (bandiera)              | C     | Valentino Lazaro     |
| 28 | Svizzera (bandiera)             | C     | Fabian Lustenberger  |
| 23 | Germania (bandiera)             | C     | Arne Maier           |
| 3  | Norvegia (bandiera)             | C     | Per Ciljan Skjelbred |
| 24 | Germania (bandiera)             | A     | Palkó Dárdai         |
| 16 | Paesi Bassi (bandiera)          | A     | Javairô Dilrosun     |
| 19 | Bosnia ed Erzegovina (bandiera) | A     | Vedad Ibišević       |
| 32 | Germania (bandiera)             | A     | Dennis Jastrzembski  |
| 8  | Costa d'Avorio (bandiera)       | A     | Salomon Kalou        |
| 14 | Germania (bandiera)             | A     | Pascal Köpke         |
| 11 | Australia (bandiera)            | A     | Mathew Leckie        |
| 27 | Germania (bandiera)             | A     | Davie Selke          |

## Organigramma societario
Area tecnica
- Allenatore: Pál Dárdai
- Allenatore in seconda: Admir Hamzagić, Rainer Widmayer
- Preparatore dei portieri: Zsolt Petry
- Preparatori atletici: Henrik Kuchno, Hendrik Vieth, Michael Becker, David de Mel, Frederick Syna

## Risultati

### Bundesliga

#### Girone di andata
| Arbitro: | Welz |

|              |           |  |
| Ibišević 27’ | Marcatori |  |

| Arbitro: | Stegemann |

|  |           |               |
|  | Marcatori | 15’, 90’ Duda |

| Arbitro: | Dingert |

|                              |           |                       |
| Malli 87’ (rig.) Mehmedi 90’ | Marcatori | 61’ Dilrosun 90’ Duda |

| Arbitro: | Schmidt |

|                                       |           |                            |
| Ibišević 31’, 63’ Lazaro 34’ Duda 73’ | Marcatori | 29’ (rig.) Hazard 67’ Pléa |

| Arbitro: | Winkmann |

|                                           |           |              |
| Harnik 11’ Veljković 45’ Kruse 66’ (rig.) | Marcatori | 53’ Dilrosun |

| Arbitro: | Fritz |

|                              |           |  |
| Ibišević 23’ (rig.) Duda 44’ | Marcatori |  |

| Magonza 6 ottobre 2018, ore 15:30 CEST 7ª giornata | Magonza  | 0 – 0 referto | Hertha Berlino | Opel Arena (22.405 spett.)\| Arbitro: \| Schlager \| |
| Arbitro:                                           | Schlager |               |                |                                                      |

| Arbitro: | Cortus |

|         |           |          |
| Duda 7’ | Marcatori | 36’ Koch |

| Arbitro: | Stegemann |

|                 |           |                       |
| Sancho 27’, 61’ | Marcatori | 41’, 90’ (rig.) Kalou |

| Arbitro: | Aytekin |

|  |           |                          |
|  | Marcatori | 7’, 53’ Werner 75’ Cunha |

| Arbitro: | Hartmann |

|                                       |           |           |
| Usami 50’ Hennings 63’ Raman 84’, 90’ | Marcatori | 88’ Selke |

| Arbitro: | Welz |

|                                    |           |                                       |
| Ibišević 12’ Leckie 71’ Lazaro 87’ | Marcatori | 1’ Demirbay 10’ Kramarić 55’ Bičakčić |

| Arbitro: | Brych |

|  |           |                              |
|  | Marcatori | 44’ Torunarigha 73’ Ibišević |

| Arbitro: | Schlager |

|            |           |  |
| Grujić 40’ | Marcatori |  |

| Arbitro: | Stegemann |

|                |           |                 |
| Gómez 64’, 76’ | Marcatori | 38’ Mittelstädt |

| Arbitro: | Willenborg |

|                     |           |                        |
| Leckie 28’ Duda 31’ | Marcatori | 8’ Hinteregger 39’ Koo |

| Arbitro: | Stieler |

|                             |           |                 |
| Volland 5’ Havertz 23’, 49’ | Marcatori | 26’ Torunarigha |

#### Girone di ritorno
| Arbitro: | Winkmann |

|             |           |                            |
| Behrens 42’ | Marcatori | 15’ Ibišević 50’, 70’ Duda |

| Arbitro: | Brych |

|                         |           |                         |
| Grujić 39’ Ibišević 45’ | Marcatori | 17’ Konopljanka 44’ Uth |

| Arbitro: | Dankert |

|  |           |              |
|  | Marcatori | 65’ Weghorst |

| Arbitro: | Petersen |

|  |           |                              |
|  | Marcatori | 30’ Kalou 56’ Duda 76’ Selke |

| Arbitro: | Storks |

|           |           |             |
| Selke 25’ | Marcatori | 90’ Pizarro |

| Arbitro: | Osmers |

|              |           |  |
| Martínez 62’ | Marcatori |  |

| Arbitro: | Aytekin |

|                      |           |                  |
| Grujić 50’ Stark 60’ | Marcatori | 46’ (aut.) Stark |

| Arbitro: | Schröder |

|                                  |           |              |
| Petersen 27’ Ibišević 80’ (aut.) | Marcatori | 76’ Ibišević |

| Arbitro: | Welz |

|                      |           |                                  |
| Kalou 4’, 35’ (rig.) | Marcatori | 14’ Delaney 47’ Zagadou 90’ Reus |

| Arbitro: | Storks |

|                                                |           |  |
| Forsberg 17’ Poulsen 27’, 56’, 62’ Haïdara 64’ | Marcatori |  |

| Arbitro: | Dingert |

|            |           |                |
| Grujić 41’ | Marcatori | 35’, 61’ Raman |

| Arbitro: | Petersen |

|                      |           |  |
| Amiri 29’ Nelson 76’ | Marcatori |  |

| Berlino 21 aprile 2019, ore 18:00 CEST 30ª giornata | Hertha Berlino | 0 – 0 referto | Hannover 96 | Olympiastadion (38.916 spett.)\| Arbitro: \| Stegemann \| |
| Arbitro:                                            | Stegemann      |               |             |                                                           |

| Francoforte sul Meno 27 aprile 2019, ore 15:30 CEST 31ª giornata | Eintracht Francoforte | 0 – 0 referto | Hertha Berlino | Commerzbank-Arena (51.500 spett.)\| Arbitro: \| Jablonski \| |
| Arbitro:                                                         | Jablonski             |               |                |                                                              |

| Arbitro: | Schlager |

|                                 |           |           |
| Ibišević 40’ Duda 45’ Kalou 67’ | Marcatori | 70’ Gómez |

| Arbitro: | Winkmann |

|                                      |           |                                                   |
| Hahn 10’ Gregoritsch 50’ (rig.), 70’ | Marcatori | 47’ Plattenhardt 66’ Grujić 75’, 90’ (rig.) Kalou |

| Arbitro: | Fritz |

|            |           |                                             |
| Lazaro 34’ | Marcatori | 28’ Havertz 38’, 72’, 88’ Alario 54’ Brandt |

### Coppa di Germania
| Arbitro: | Winkmann |

|                |           |                               |
| Fejzullahu 81’ | Marcatori | 38’ Plattenhardt 83’ Ibišević |

| Arbitro: | Kampka |

|  |           |                              |
|  | Marcatori | 64’ Ibišević 88’ Mittelstädt |

| Arbitro: | Schmidt |

|                          |           |                          |
| Mittelstädt 3’ Selke 67’ | Marcatori | 7’, 49’ Gnabry 98’ Coman |

## Statistiche

### Statistiche di squadra
| Competizione      | Punti | In casa | In casa | In casa | In casa | In casa | In casa | In trasferta | In trasferta | In trasferta | In trasferta | In trasferta | In trasferta | Totale | Totale | Totale | Totale | Totale | Totale | DR |
| Competizione      | Punti | G       | V       | N       | P       | Gf      | Gs      | G            | V            | N            | P            | Gf           | Gs           | G      | V      | N      | P      | Gf     | Gs     | DR |
| ----------------- | ----- | ------- | ------- | ------- | ------- | ------- | ------- | ------------ | ------------ | ------------ | ------------ | ------------ | ------------ | ------ | ------ | ------ | ------ | ------ | ------ | -- |
| Bundesliga        | 43    | 17      | 6       | 6       | 5       | 26      | 27      | 17           | 5            | 4            | 8            | 23           | 30           | 34     | 11     | 10     | 13     | 49     | 57     | -8 |
| Coppa di Germania | -     | 1       | 0       | 0       | 1       | 2       | 3       | 2            | 2            | 0            | 0            | 4            | 1            | 3      | 2      | 0      | 1      | 6      | 4      | +2 |
| Totale            | -     | 18      | 6       | 6       | 6       | 28      | 30      | 19           | 7            | 4            | 8            | 27           | 31           | 37     | 13     | 10     | 14     | 55     | 61     | -6 |

### Andamento in campionato
| Giornata  | 1 | 2 | 3 | 4 | 5 | 6 | 7 | 8 | 9 | 10 | 11 | 12 | 13 | 14 | 15 | 16 | 17 | 18 | 19 | 20 | 21 | 22 | 23 | 24 | 25 | 26 | 27 | 28 | 29 | 30 | 31 | 32 | 33 | 34 |
| --------- | - | - | - | - | - | - | - | - | - | -- | -- | -- | -- | -- | -- | -- | -- | -- | -- | -- | -- | -- | -- | -- | -- | -- | -- | -- | -- | -- | -- | -- | -- | -- |
| Luogo     | C | T | T | C | T | C | T | C | T | C  | T  | C  | T  | C  | T  | C  | T  | T  | C  | C  | T  | C  | T  | C  | T  | C  | T  | C  | T  | C  | T  | C  | T  | C  |
| Risultato | V | V | N | V | P | V | N | N | N | P  | P  | N  | V  | V  | P  | N  | P  | V  | N  | P  | V  | N  | P  | V  | P  | P  | P  | P  | P  | N  | N  | V  | V  | P  |
| Posizione | 7 | 3 | 4 | 2 | 4 | 3 | 5 | 6 | 6 | 8  | 8  | 8  | 7  | 6  | 7  | 8  | 8  | 7  | 7  | 9  | 8  | 9  | 10 | 8  | 10 | 10 | 10 | 11 | 11 | 11 | 11 | 11 | 10 | 11 |

Legenda:

Luogo: C = Casa; T = Trasferta. Risultato: V = Vittoria; N = Pareggio; P = Sconfitta.

### Statistiche dei giocatori
| Giocatore       | Bundesliga | Bundesliga | Bundesliga  | Bundesliga | Coppa di Germania | Coppa di Germania | Coppa di Germania | Coppa di Germania | Totale   | Totale | Totale      | Totale     |
| Giocatore       | Presenze   | Reti       | Ammonizioni | Espulsioni | Presenze          | Reti              | Ammonizioni       | Espulsioni        | Presenze | Reti   | Ammonizioni | Espulsioni |
| --------------- | ---------- | ---------- | ----------- | ---------- | ----------------- | ----------------- | ----------------- | ----------------- | -------- | ------ | ----------- | ---------- |
| M. Gersbeck     | -          | -          | -           | -          | -                 | -                 | -                 | -                 | -        | -      | -           | -          |
| R. Jarstein     | 31         | 0          | 2           | 0          | 2                 | 0                 | 0                 | 0                 | 33       | 0      | 2           | 0          |
| J. Klinsmann    | -          | -          | -           | -          | -                 | -                 | -                 | -                 | -        | -      | -           | -          |
| T. Kraft        | 4          | 0          | 0           | 0          | 1                 | 0                 | 0                 | 0                 | 5        | 0      | 0           | 0          |
| D. Smarsch      | -          | -          | -           | -          | -                 | -                 | -                 | -                 | -        | -      | -           | -          |
| F. Baak         | 1          | 0          | 0           | 0          | -                 | -                 | -                 | -                 | 1        | 0      | 0           | 0          |
| P. Ernesto      | -          | -          | -           | -          | -                 | -                 | -                 | -                 | -        | -      | -           | -          |
| L. Klünter      | 10         | 0          | 1           | 1          | 1                 | 0                 | 0                 | 0                 | 11       | 0      | 1           | 1          |
| D. Luckassen    | 4          | 0          | 0           | 0          | -                 | -                 | -                 | -                 | 4        | 0      | 0           | 0          |
| M. Mittelstädt  | 25         | 1          | 1           | 1          | 3                 | 2                 | 0                 | 0                 | 28       | 3      | 1           | 1          |
| P. Pekarík      | 3          | 0          | 0           | 0          | -                 | -                 | -                 | -                 | 3        | 0      | 0           | 0          |
| M. Plattenhardt | 22         | 1          | 4           | 0          | 3                 | 1                 | 0                 | 0                 | 25       | 2      | 4           | 0          |
| K. Rekik        | 24         | 0          | 4           | 1          | 3                 | 0                 | 1                 | 0                 | 27       | 0      | 5           | 1          |
| N. Stark        | 22         | 1          | 5           | 0          | 3                 | 0                 | 0                 | 0                 | 25       | 1      | 5           | 0          |
| J. Torunarigha  | 14         | 2          | 2           | 1          | 2                 | 0                 | 0                 | 0                 | 16       | 2      | 2           | 1          |
| M. Čović        | -          | -          | -           | -          | -                 | -                 | -                 | -                 | -        | -      | -           | -          |
| V. Darida       | 10         | 0          | 1           | 0          | 1                 | 0                 | 1                 | 0                 | 11       | 0      | 2           | 0          |
| O. Duda         | 32         | 11         | 7           | 0          | 3                 | 0                 | 1                 | 0                 | 35       | 11     | 8           | 0          |
| M. Grujić       | 22         | 5          | 5           | 0          | 1                 | 0                 | 0                 | 0                 | 23       | 5      | 5           | 0          |
| J. Kade         | -          | -          | -           | -          | -                 | -                 | -                 | -                 | -        | -      | -           | -          |
| V. Lazaro       | 31         | 3          | 6           | 0          | 3                 | 0                 | 1                 | 0                 | 34       | 3      | 7           | 0          |
| F. Lustenberger | 29         | 0          | 2           | 0          | 1                 | 0                 | 0                 | 0                 | 30       | 0      | 2           | 0          |
| A. Maier        | 24         | 0          | 2           | 0          | 2                 | 0                 | 0                 | 0                 | 26       | 0      | 2           | 0          |
| P. Skjelbred    | 16         | 0          | 3           | 0          | 1                 | 0                 | 0                 | 0                 | 17       | 0      | 3           | 0          |
| P. Dárdai       | 7          | 0          | 0           | 0          | 1                 | 0                 | 0                 | 0                 | 8        | 0      | 0           | 0          |
| J. Dilrosun     | 17         | 2          | 2           | 0          | 1                 | 0                 | 0                 | 0                 | 18       | 2      | 2           | 0          |
| V. Ibišević     | 28         | 10         | 5           | 1          | 3                 | 2                 | 0                 | 0                 | 31       | 12     | 5           | 1          |
| D. Jastrzembski | 5          | 0          | 1           | 0          | 1                 | 0                 | 0                 | 0                 | 6        | 0      | 1           | 0          |
| S. Kalou        | 30         | 8          | 0           | 0          | 3                 | 0                 | 0                 | 0                 | 33       | 8      | 0           | 0          |
| P. Köpke        | 7          | 0          | 0           | 0          | 1                 | 0                 | 0                 | 0                 | 8        | 0      | 0           | 0          |
| M. Leckie       | 18         | 2          | 3           | 0          | 1                 | 0                 | 0                 | 0                 | 19       | 2      | 3           | 0          |
| D. Selke        | 30         | 3          | 4           | 0          | 2                 | 1                 | 0                 | 0                 | 32       | 4      | 4           | 0          |